# 西湖村 (惠安县)
西湖村，中华人民共和国福建省惠安县东桥镇所辖的一个行政村。西湖村距镇驻地7公里，邻接香山村、大吴村、珩海村、官岭村。西湖村总面积4平方公里，全村1003户、人口3828人。全村耕地面积950多亩。西湖村包含4个自然村，分别为东店、东畔、西畔、西湖。西湖村年平均温度21.3摄氏度，年降水量1315.2mm。行政区划代码350521111210。